# آنا ویلافانی
آنا ترزا ویلافانی (‎/ˌviːjəˈfɑːnjeɪ/‎ VEE-yə-FAHN-yay) یک هنرپیشه و خواننده آمریکایی اهل میامی، فلوریدا است که بیشتر به خاطر بازی در نقش نماد پاپ گلوریا استفان در موزیکال برادوی شناخته می‌شود. او در آتلانتا، جورجیا به دنیا آمد. او از دانشگاه لویولا مریمونت در لس آنجلس، کالیفرنیا فارغ‌التحصیل شد. او اصالتاً کوبایی و سالوادوری است.